# Cotesia gades
Cotesia gades är en stekelart som först beskrevs av Nixon 1974.  Cotesia gades ingår i släktet Cotesia och familjen bracksteklar. Inga underarter finns listade i Catalogue of Life.